# Zygocera forrestensis
Zygocera forrestensis là một loài bọ cánh cứng trong họ Cerambycidae.